# Ma peau
Albums de Éric Lapointe
Coupable Le Ciel de mes combats
Ma peau est le 5e album d'Éric Lapointe sorti le 22 avril 2008.
Plusieurs collaborations, Michel Rivard, Louise Forestier, Daniel Lavoie, Luc Plamondon, Roger Tabra, Éric Valiquette et Jamil.
L'emballage de cet album est une boîte de métal, dont la surface est partiellement couverte de cuir et d'une gravure métallique représentant un serpent. Ce serpent est également un tatouage d'Éric Lapointe, la pochette faisant ainsi physiquement allusion au titre Ma peau, ainsi qu'au titre Le Cuir de ma vie, qui est inclus sur l'album.
L'album inclut la chanson et le single One hundred years from now de l'album du même titre du chanteur américain Dennis DeYoung, un des membres fondateurs du groupe Styx, dans laquelle Éric Lapointe et Dennis DeYoung se partagent les paroles en anglais et en français. Le premier vrai single de l'album était Toucher, suivi de 1500 milles et Belle dans'tête.

## Titres
| No  | Titre                                            | Durée |
| --- | ------------------------------------------------ | ----- |
| 1.  | Laisse-moi pas guérir                            | 04:05 |
| 2.  | Va-t-en                                          | 03:18 |
| 3.  | Le mari pop                                      | 04:56 |
| 4.  | Ciel de carbone                                  | 05:00 |
| 5.  | Avalanche                                        | 04:36 |
| 6.  | Toucher                                          | 04:11 |
| 7.  | Le cuir de ma vie                                | 03:44 |
| 8.  | Belle dans'tête                                  | 03:23 |
| 9.  | Les malheureux                                   | 04:39 |
| 10. | L'amour existe encore                            | 02:54 |
| 11. | One hundred years from now (avec Dennis DeYoung) | 05:00 |
| 12. | Le diable m'en veut                              | 03:32 |
| 13. | 1500 miles                                       | 03:21 |